# Fata lui Bube (film)
Fata lui Bube (titlul original: în italiană La ragazza di Bube) este un film dramatic italian, realizat în 1964 după romanul omonim a scriitorului Carlo Cassola de regizorul Luigi Comencini. În rolurile principale joacă Claudia Cardinale, George Chakiris și Marc Michel.

## Distribuție
- Claudia Cardinale – Mara
- George Chakiris – Bube
- Marc Michel – Stefano
- Dany París – Liliana
- Emilio Esposito – tatăl lui Mara
- Carla Calò – mama lui Mara
- Monique Vita – Ines
- Mario Lupi – Lidori
- Pierluigi Catocci – preotul
- Ugo Chiti – Arnaldo
- Bruno Scipioni – Mauro
- Gabriella Giorgelli (nemenționat)

## Premii
- 1964 - David di Donatello
  - pentru cel mai bun producător, lui Franco Cristaldi
- 1965 - Nastro d'argento
  - pentru cel mai bun producător, lui Franco Cristaldi
  - pentru cea mai bună actriță protagonistă, lui Claudia Cardinale
- 1964 - Grolla d'oro
  - pentru cea mai bună actriță, lui Claudia Cardinale